# Pierre de Ségur

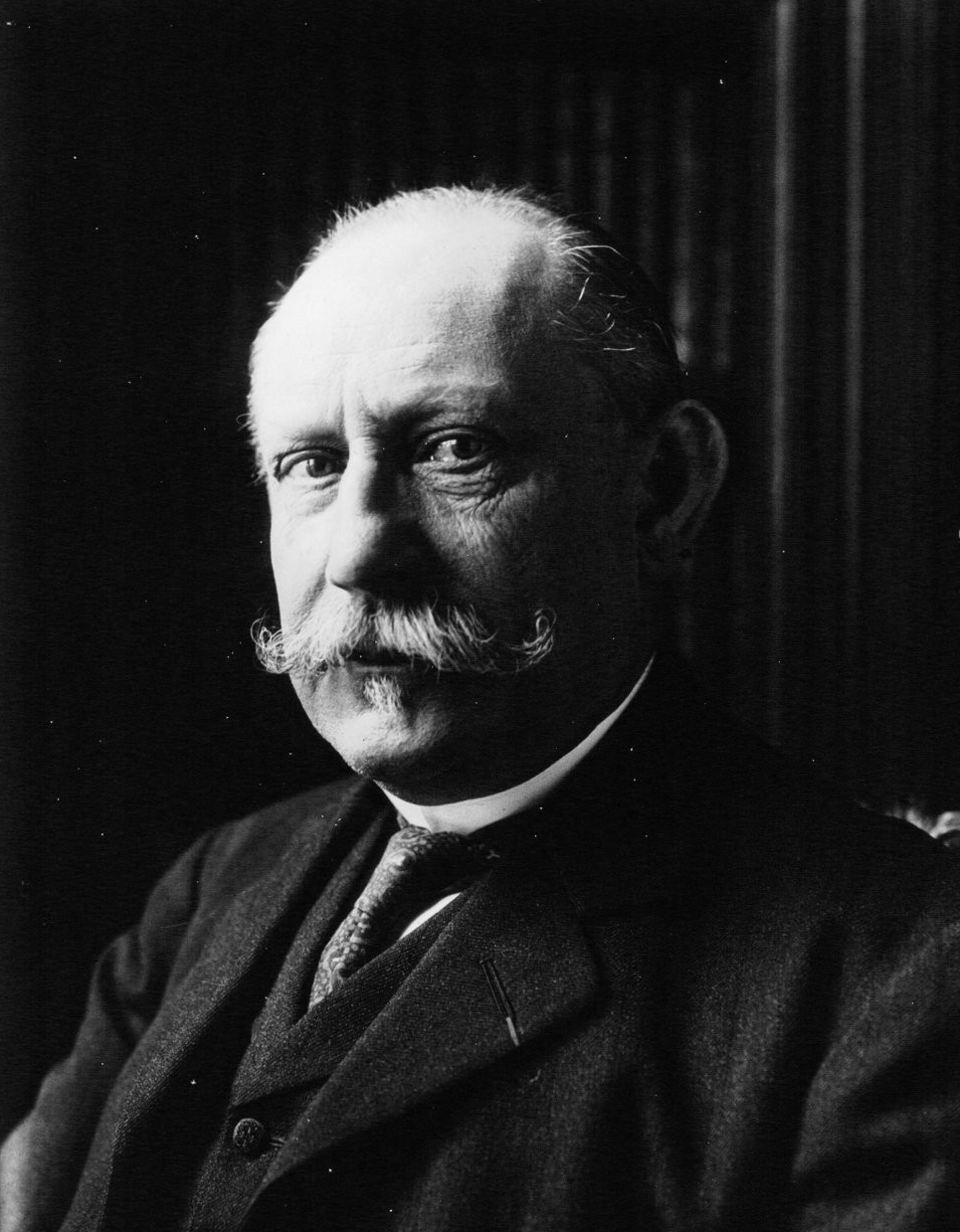
Pierre de Ségur (1914)

Pierre-Marie-Maurice-Henri, marquis de Ségur (* 13. Februar 1853 in Paris; † 13. August 1916 in Poissy) war ein französischer Schriftsteller.

## Leben
Pierre de Ségur, Sohn des französischen Staatsmanns und Schriftstellers Anatole de Ségur (1823–1902), trat zunächst auch in den Staatsdienst, gab seine Karriere als Regierungsbeamter aber auf, um sich nur noch der Literatur und der Geschichte zu widmen.
Pierre de Ségur veröffentlichte 1895 ein Werk über seinen Vorfahren Maréchal de Ségur (1724–1801), Kriegsminister unter Ludwig XVI., das von der Académie française preisgekrönt wurde. Sein zwei Jahre später erschienenes Buch Le royaume de la rue Saint-Honoré, Madame Geoffrin et sa fille wurde ebenfalls ausgezeichnet.
Sein Hauptwerk aber waren die drei dem berühmten Marschall von Luxemburg gewidmeten Bände La jeunesse du maréchal de Luxembourg (1902), Le maréchal de Luxembourg et le prince d’Orange (1903) und Le tapissier de Notre-Dame: les dernières années du maréchal de Luxembourg (1903).
Pierre de Ségur war Ritter der Ehrenlegion und wurde 1907 in die Académie française aufgenommen.

## Werke
- Le maréchal de Ségur (1724–1801), ministre de la Guerre sous Louis XVI, 1895
- Le royaume de la rue Saint-Honoré, Madame Geoffrin et sa fille, 1897
- La dernière des Condé, 1899
- La jeunesse du maréchal de Luxembourg, 1628–1668, 1900
- Le maréchal de Luxembourg et le prince d’Orange, 1668–1678, 1902
- Gens d’autrefois, 1903
- Le tapissier de Notre-Dame: les dernières années du maréchal de Luxembourg, 1678–1695, 1903
- Julie de Lespinasse, 1905
- Au couchant de la monarchie, 2 Bände, 1910
- Silhouettes historiques, 1911
- Parmi les cyprès et les lauriers, 1912
- Vieux dossiers, petits papiers, 1913